# 中部非洲国家银行

使用中非法郎的国家（红色）。绿色是西非法郎使用地区。

中部非洲国家银行（法语：Banque Centrale des Etats de l'Afrique Equatoriale et du Cameroun，简称）是中部非洲经济与货币共同体的中央银行，服務範圍包含中部非洲六个国家，共同使用中非金融合作法郎。成立于1972年，总部设在喀麦隆的首都雅温得，现任总裁为加蓬人Jean Félix Mamalepot。
以該行為中央銀行的國家有：
- 中非
- 喀麦隆
- 刚果共和国
- 赤道几内亚
- 加彭

## 历史
1901年，西非银行（Banque d'Afrique Occidentale）继塞内加尔银行（Banque du Sénégal）之後被授权发行西非法郎。
1920年西非银行的货币发行权扩展到法属赤道非洲。
1959年，成立赤道非洲和喀麦隆国家银行（简称）。
1972年11月22日，中部非洲国家银行正式成立于法国巴黎。
1977年总部由巴黎迁移到雅温得。
1978年首次由非洲人任总裁及副总裁。
1985年，赤道几内亚加入为成员国。